# Yarn
Yarn je balíčkovací systém vyvinutý v roce 2016 společností Facebook pro běhové prostředí programovacího jazyka JavaScript Node.js jako alternativa k npm. Mezi přednosti tohoto balíčkovacího systému patří rychlost, konzistence, stabilita, a bezpečnost. Tento nástroj byl vyvinut společným úsilím společností Facebook (nyní Meta), Exponent, a Google a Tilde s cílem vyřešit potíže s konzistencí, bezpečností a výkonem u velkých databázích kódu poté, co se s těmito problémy setkali vývojáři Facebooku.

## Vlastnosti
Yarn nabízí funkci plug-in, která rozšiřuje základní funkce a umožňuje vytvářet lepší a propracovanější pracovní postupy.
Nástroj Yarn obsahuje pluginy, které jsou k dispozici ve výchozím nastavení. Uživatelé si také mohou vytvářet vlastní pluginy.

### Constrains
Yarn obsahuje funkci Constrains, která umožňuje automaticky nastavit pravidla pro balíčky závislostí nebo manifest nastavení projektu, nastavená pravidla se poté projeví v rámci celých pracovních prostorů.
Tato funkce je dostupná pouze při instalaci nástroje Yarn Berry, dá se zpřístupnit spuštěním příkazu yarn plugin import constraints

### Offlinevyrovnávací paměť
Tato funkce umožňuje nástroji Yarn ukládat dříve stažené balíčky závislostí a urychlit další stahování stejných balíčků závislostí, a je důležitou součástí funkce Zero-Installs. Také neukládá pro každý balíček více než jeden soubor, což umožňuje snadné uložení v repozitáři.

### Plug'n'Play
Funkce Plug'n'Play umožňuje spouštět projekty vyžadující technologii Node bez složky node_modules
Tato funkce definuje vhodný způsob umístění balíčků závislostí pomocí řídicího souboru Plug-n-Play, což způsobí rychlejší spouštění aplikací vyžadující Node.js.
Cílem této funkce je opravit špatně uspořádanou architekturu node_modules

### Pluginy
Pluginy jsou doplňky umožňující uživatelům rozšířit funkce nástroje Yarn o nové resolvery, fetchery, linkery a příkazy.
Mohou se také registrovat ke konkrétním událostem nebo se vzájemně ovlivňovat.
Většina podprogramů Yarnu je implementována prostřednictvím pluginů, včetně yarn add a  yarn install

### Protokoly
Funkce Protokoly umožňuje uživatelům určit, který protokol se použije k získání provázaných balíčků (závislostí).
Například protokol git lze použít ke stažení veřejně přístupného balíčku z gitového repozitáře, protokol patch se používá k vytvoření opravené kopie původního balíčku

### Release Workflow
Funkce Release Workflow při aktualizaci kořenového balíčku automaticky aktualizuje i navazující závislosti mezi pracovními prostory monorepos.
Tato funkce je dostupná pouze při instalaci nástroje Yarn Berry, dá se zpřístupnit spuštěním příkazu yarn plugin import version

### Workspaces
Funkce Workspaces umožňuje spuštění více projektů v jednom repozitáři a při úpravě zdrojového kódu automaticky použít udělané změny na další navázané balíčky.
Tato funkce umožňuje nainstalovat více balíčků spuštěním příkazu yarn install pouze jednou, všechny balíčky zadané v tomto příkazu se nainstalují společně.

### Zero-Installs
Funkce Zero-Installs usnadňuje používání softwarových balíčků při spouštění kódu staženého z repozitáře.

## Výhody
- Nástroj Yarn umožňuje instalovat balíčky z místní vyrovnávací paměti
- Yarn pevně váže verze balíčků
- Yarn umožňuje instalaci více balíčků najednou (souběžná instalace).
- Komunita uživatelů kolem nástroje Yarn je aktivní a oblíbená[2]
- Yarn používá k zajištění integrity dat kontrolní součet, zatímco nástroj npm používá ke kontrole integrity dat stažených balíčků algoritmus SHA-512.
- Yarn instaluje balíčky souběžně, zatímco npm jednotlivě. Nástroj npm je tak v některých případech pomalejší než Yarn.[3]

## Zveřejnění balíčků
Vývojáři mohou sdílet své vlastní balíčky s ostatními vývojáři tak, že tyto balíčky zveřejní v registru npm, který slouží ke globální distribuci doplňkových balíčků.
Ke zveřejňování balíčků v registru npm je potřebná registrace.
Pro zveřejňování balíčků z příkazového řádku lze využít příkaz:

```
yarn
 
login

```

Napsaný a otestovaný kód balíčku lze poté zapsat do registru npm.

Softwarový balíček lze zveřejnit pomocí příkazu:

```
yarn
 
publish

```

Vytvoření repozitáře pro komponenty není povinné.